# Ram Bahadur Bomjan
Ram Bahadur Bomjan Tamang (Ratanapuri, Nepal, 9 april 1990), ook wel Palden Dorje genoemd (zijn boeddhistische naam), en sinds 2010 Dharma Sangha, is een boeddhistische monnik die mediabekendheid verwierf door zijn meditaties en het leven zonder water en voedsel.
Bahadur Bomjon verliet in mei 2005 zijn ouderlijk huis en begon met mediteren tegen een boom. Hij zat daar zes maanden zonder te spreken. In maart 2006 was hij opeens verdwenen. Hij was verder het bos ingetrokken omdat hij, zo verklaarde hij toen hij weer was gevonden, te weinig rust had waar hij zes maanden had gezeten. Men beweert dat hij al die tijd zonder water en brood overleefd heeft.
De Tamang-gemeenschap die een filosofie aanhangt die deels boeddhistisch en deels animistisch is kent van oudsher eigen heilige mannen die worden aangeduid met 'buddh': wijs of ontwaakt. De boeddhistische gemeenschap heeft Bamjan niet als een van hen erkend, alhoewel er individuele monniken zijn geweest, vooral van Tibetaanse afkomst die de jongen aan het begin van zijn heilige carrière eer kwamen bewijzen.

## Discovery Channel
De Australische Discovery Channel zond in 2006 een documentaire uit over Ram Bahadur Bomjan, The Boy With Divine Powers, waarin hij gedurende 96 uur werd gefilmd, 's nacht met infrarood licht; dit is de duur dat een mens normaal gesproken kan overleven zonder eten en drinken. Na 96 uur filmen concludeerde Discovery Channell (in deel 5 - op 5:13 - van de documentaire zoals te zien op YouTube) dat Ram de wetenschap voor een uitdaging had geplaatst, omdat het wetenschappelijk onmogelijk is wat hij deed: 96 uur niet eten, drinken, slapen of liggen. Voordat het filmen begon en nadat het eindigde zat hij net zo als tijdens het filmen.

## De controverses
De website www.viewonbuddhism.org bevat een uitgebreid verslag over corruptie, geweldpleging en seksueel misbruik. Eind 2018 en begin 2019 kwam Ram opnieuw negatief in het nieuws - eerst in verband met verdwenen volgelingen en daarop volgend vanwege een inval van de politie in zijn ashram.